# Sân vận động Liệt sĩ Tháng Hai
Sân vận động Liệt sĩ Benina (tiếng Ả Rập: ملعب شهداء بنينة), có tên chính thức là Sân vận động bóng đá Hugo Chávez (tiếng Ả Rập: ملعب هوغو شافيز) cho đến năm 2011, là một sân vận động bóng đá ở Benghazi, Libya. Sân nằm ở Benina, một thị trấn cách Benghazi 19 km về phía đông. Sân vận động có sức chứa 10.550 người. Đây là sân vận động toàn chỗ ngồi đầu tiên của Libya. Hầu hết các câu lạc bộ của Benghazi sử dụng sân vận động này cho các trận đấu trên sân nhà. Đội tuyển bóng đá quốc gia Libya cũng thỉnh thoảng sử dụng sân vận động này cho các trận đấu của đội. Sân sử dụng mặt cỏ nhân tạo. Kích thước của mặt sân là 105 x 68 m. Sân vận động có chi phí xây dựng khoảng 20 triệu dinar.